# Gateshead Senators
Gateshead Senators (español: Senadores de Gateshead) es un equipo de fútbol americano de Gateshead, Tyne y Wear (Reino Unido). 
Compite en la División 1 de la BAFACL (Ligas Comunitarias de la BAFA), la segunda división de la competición más importante de este deporte en el Reino Unido.

## Historia
El equipo fue fundado al comienzo de los años 80 del siglo XX con el nombre de Newcastle Senators como sección de fútbol americano del Northern Rugby Club de Newcastle-upon-Tyne. En 1988 cambiaron de sede y de nombre a los actuales. En 2006 ascendieron a la división Premier de la BAFL.